# Ассоциация индийских женщин
Ассоциация индийских женщин (англ. Women's Indian Association, WIA) — неправительственная женская организация в Южной Азии.
Ассоциация была основана в 1917 году с целью исправить положение женщин в Индии.

## История
Ассоциация индийских женщин основана 8 мая 1917 года в Адьяре, Мадрас, Индия. Название организации было выбрано, чтобы указать на ее инклюзивный состав, позволяющий присоединяться как индийским, так и европейским женщинам, а также на отсутствие принадлежности к какой-либо философии, религии, касте или социальному классу. Инициатором создания ассоциации выступила Маргарет Казинс. Первым президентом была избрана Анни Безант. Среди основателей были  Амбуджаммал Десикачари, Камаладеви Чаттопадхьяй, Мэри Пунен Лукосе, Бегам Хасрат Мохани (Begam Hasrat Mohani), Саралабай Наик (Saralabai Naik), Дханванти Рама Рау, Мутхулакшми Редди, Мангаламмал Садасивьер (Mangalammal Sadasivier) и Херабай Тата.
Позже ассоциация занималась борьбой с неграмотностью, детскими браками, системой девадаси и другими социальными недугами. После смерти Безант в 1933 году Дороти Джинараджадаса стала более активно участвовать во внутренней политике теософов. Фракция, которую она поддерживала, впала в немилость, и с этого момента ее имя перестало появляться во всех документах.

## Стри Дхарма
«Стри Дхарма» — это журнал, издаваемый ассоциацией о политических и социальных проблемах, с которыми сталкиваются женщины в Индии и во всем мире.